# Завод азотних добрив у Барауні
Завод азотних добрив у Барауні – підприємство хімічної промисловості в індійському штаті Біхар. 
В 1976 році на майданчику в Барауні ввели в дію виробництво аміаку добовою продуктивністю 600 тон. Сировиною для нього була суміш легких вуглеводнів – naphtha (також відома як цінна сировина для установок парового крекінгу), а також гази нафтопереробки сусіднього нафтопереробного заводу. В подальшому аміак використовували два цехи з виробництва сечовини потужністю по 500 тон на добу (номінальна річна потужність 330 тисяч тон). 
Вже станом на початок 1990-х завод знаходився у важкому фінансовому становищі, а в 1999-му через нерентабельність його роботу зупинили.
В середині 2010-х на тлі зростання потреби у добривах уряд Індії вирішив реанімувати кілька закритих виробничих майданчиків із використанням сучасних технологій. Для цього створили компанію Hindustan Urvarak and Rasayan Limited (HURL), учасниками якої стали нафтогазовидобувна Indian Oil Corporation, вуглевидобувна Coal India Limited, електроенергетична NTPC (по 29,67%), а також виробники добрив Fertilizer Corporation of India (володіла майданчиком у Барауні до 1978-го) та Hindustan Fertilizer Corporation (була власником заводу з 1978-го).
Восени 2022-го відбувся запуск нового заводу у Барауні, який споживає природний газ (надходить по відгалуженню від трубопроводу Фулпур – Халдія) та може щодоби випускати 2250 тон аміаку та 3850 тон сечовини.